# صموئيل بيكرينغ
صموئيل بيكرينغ (بالإنجليزية: Samuel F. Pickering, Jr.)‏ هو مدرس أمريكي، ولد في 30 سبتمبر 1941 في ناشفيل في الولايات المتحدة.